# Harold J. Gibbons
Harold J. Gibbons, vollständiger Name Harold Joseph Patrick Gibbons, (* 10. April 1910 im Lackawanna County, Pennsylvania; † 17. November 1982 in Los Angeles) war ein führender US-amerikanischer Gewerkschafter.

## Leben und Karriere
Gibbons wuchs als jüngstes von dreiundzwanzig Kindern auf und studierte an der University of Chicago. Seine erste Station als Gewerkschafter war eine führende Position bei der Gewerkschaft Union of Warehousemen in St. Louis, Missouri, das an Mississippi River und Missouri River gelegen den fünftgrößten Umschlaghafen der Vereinigten Staaten besaß und ein wichtiger Eisenbahnknoten war. Entsprechend einflussreich war die Gewerkschaft und Gibbons Einfluss. Die St. Louis Union galt, auch unter dem Einfluss von Gibbons, als eine der fortschrittlichsten Gewerkschaften, die beispielsweise eigene Krankenstationen, Urlaubseinrichtungen und gute Pensionspläne für die Gewerkschaftsmitglieder aushandelte. Die Gewerkschaft fusionierte später in die International Brotherhood of Teamsters, kurz nur Teamsters genannt, der größten Einzelgewerkschaft der USA, deren Vizepräsident Harold J. Gibbons schließlich wurde. Weiterhin war Gibbons Vize-Präsident der Teachers' Union und der American Federation of Labor, kurz AF of L genannt. 1952 war er Delegierter aus Missouri für die Democratic National Convention der Demokratischen Partei, darüber hinaus Mitglied der American Civil Liberties Union und der NAACP.
Gibbons verstarb 1982 an einem Aortenaneurysma; ihm zu Ehren erhielt ein Spielfeld des Baseball-Stadions in St. Louis den Namen Harold J. Gibbons Field.

## US-Präsident Nixons Feindesliste
Aufgrund seines Wirkens und seiner Positionen, etwa seine Opposition zum Vietnamkrieg, wurde Gibbons auf der Master list of Nixon’s political opponents genannt, der Feindesliste des ehemaligen US-Präsidenten Richard Nixon. Dessen Hauptberater Charles Colson befahl unter anderem, Gibbons die Steuerfahndung zu schicken, was der ausführende Berater John Dean allerdings verweigerte. Trotzdem gelang es dem Beraterstab des Präsidenten, Harald Gibbons von weiteren, politisch einflussreicheren Positionen fernzuhalten.

## Schriften
- Old challenges and new horizons for U.S. unionism. Labor in Mid-America series, 1962.